# Tuwana
Tuwana (en akkadien : Tuḫana) est un royaume louvite de l'âge du fer en Anatolie méridionale. Il est l'un des  États syro-hittites qui existait dans le sud-est de l'Anatolie au VIIIe siècle av. J.-C.

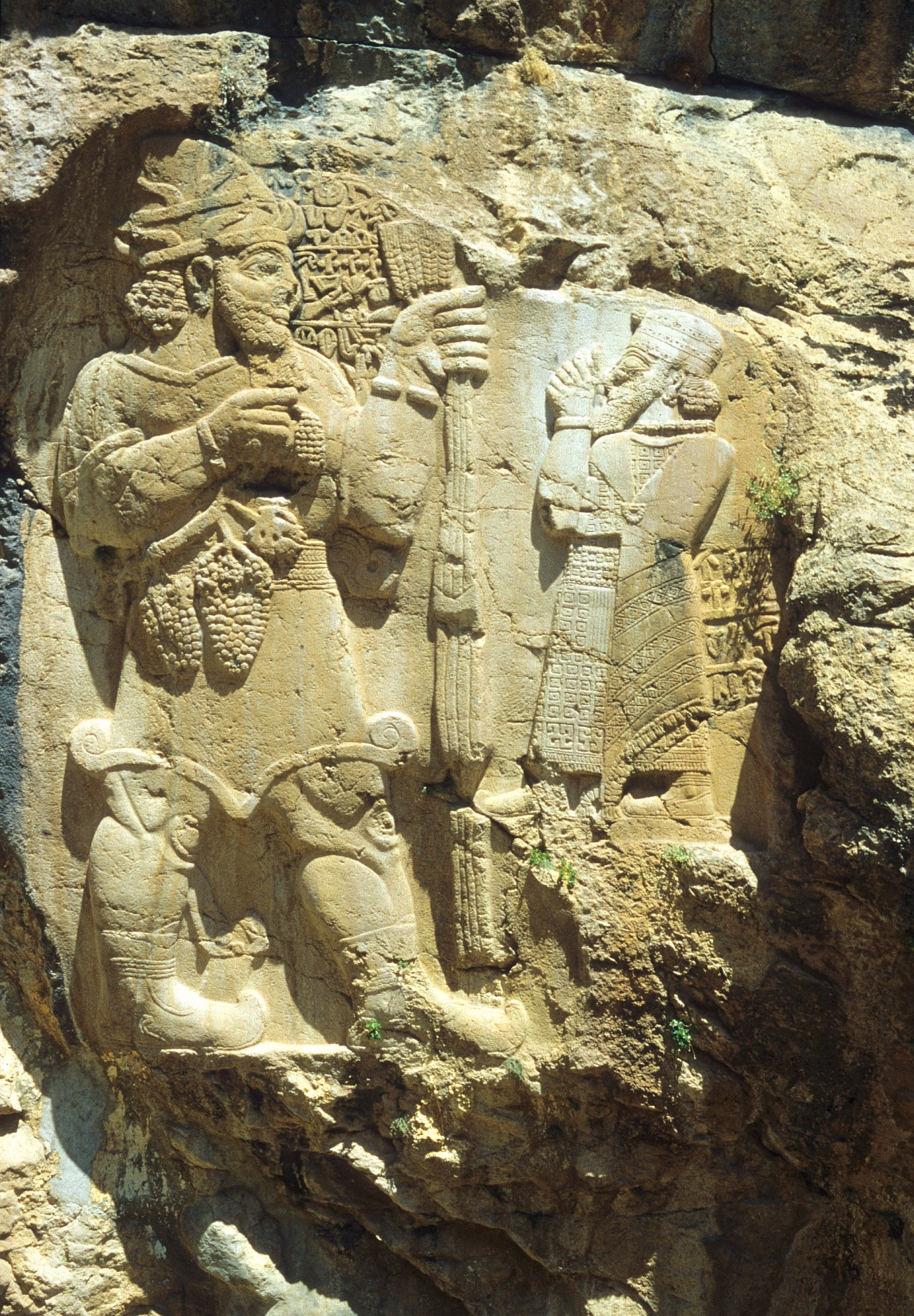
Le roi Warpalawas (à droite) devant le dieu de l'orage Tarhunzas.

## Localisation
Le royaume recouvre les environs de Tuwanuwa, devenue Tyane aux époques hellénistique et romaine, désormais à proximité de la ville de Kemerhisar, dans la province de Niğde. Cette ville est vraisemblablement la capitale des Tuwana. Au sud, le royaume s'étend aux portes ciliciennes et au royaume de Quwê. Au nord se trouve la région de Tabal, parfois considérée comme partie intégrante de Tuwana. Le site de Kınık Höyük, notamment doté d'une citadelle, est considéré comme le centre du royaume.

## Histoire

### Domination assyrienne
Les informations relatives à Warpalawas II, fils de Muwaharani Ier et roi de Tuwana dans la seconde moitié du VIIIe siècle av. J.-C., montrent qu'à cette époque le royaume est tributaire de l'empire assyrien de Tiglath-Pileser III, qui lui assure notamment une protection contre les Mushki. Une lettre de Stragon II suggère également que Warpalawas contrôle une part des terres de Bit-Burutash jusqu'à son éviction par les cités-États d'Atuanda et d'Ishtuanda. 
Le relief d'İvriz, représentant Warpalawas et le dieu de l'orage Tarhunt, comporte un texte bilingue louvite-phénicien. L'emploi de ces deux langues dans un contexte royal suggère le métissage de ces peuples au sein du royaume et leur importance symbolique. La ferveur attestée d'un culte hérité de l’Empire , visible sur les inscriptions, les monuments et les reliefs, ainsi que la survivance de titres officiels et de la structure de la production indiquent une hybridation de la culture hittite et des structures mésopotamiennes. Dans la période suivante, lorsque le royaume phrygien et le royaume d'Urartu à l'est tombent tombés aux mains des Cimmériens, il ne reste aucune trace de Tuwana.

### Liste des souverains
- Warpalawas I (début du VIIIe siècle av. J.-C.)
- Saruwani I (milieu du VIIIe siècle av. J.-C.)
- Muwaharani I (ca. 740)
- Warpalawas II (ca. 740-705)
- Muwaharani II (fin du VIIIe siècle av. J.-C.)